# Puente Amerigo Vespucci
El puente Amerigo Vespucci conecta los barrios lungarno Vespucci y lungarno Soderini a través del río Arno en la ciudad de Florencia, Italia.

## Historia
El puente, reconstrucciones aparte, es uno de los más modernos creados en la ciudad, aunque hubo un proyecto anterior datado en 1908, formando parte de un plan de desarrollo del distrito de San Frediano que nunca se materializó.
El primer puente para dar servicio al barrio de San Frediano, denominado el puente de Vía Melegnano, fue instalado en 1949 y se abrió el año siguiente. Estaba hecho con materiales procedentes de puentes colgantes destruidos por la retirada alemana, apoyados sobre pilares de hormigón. Se utilizó para sustituir provisionalmente al puente Carraia y al puente de San Niccolò, antes de su reconstrucción definitiva.

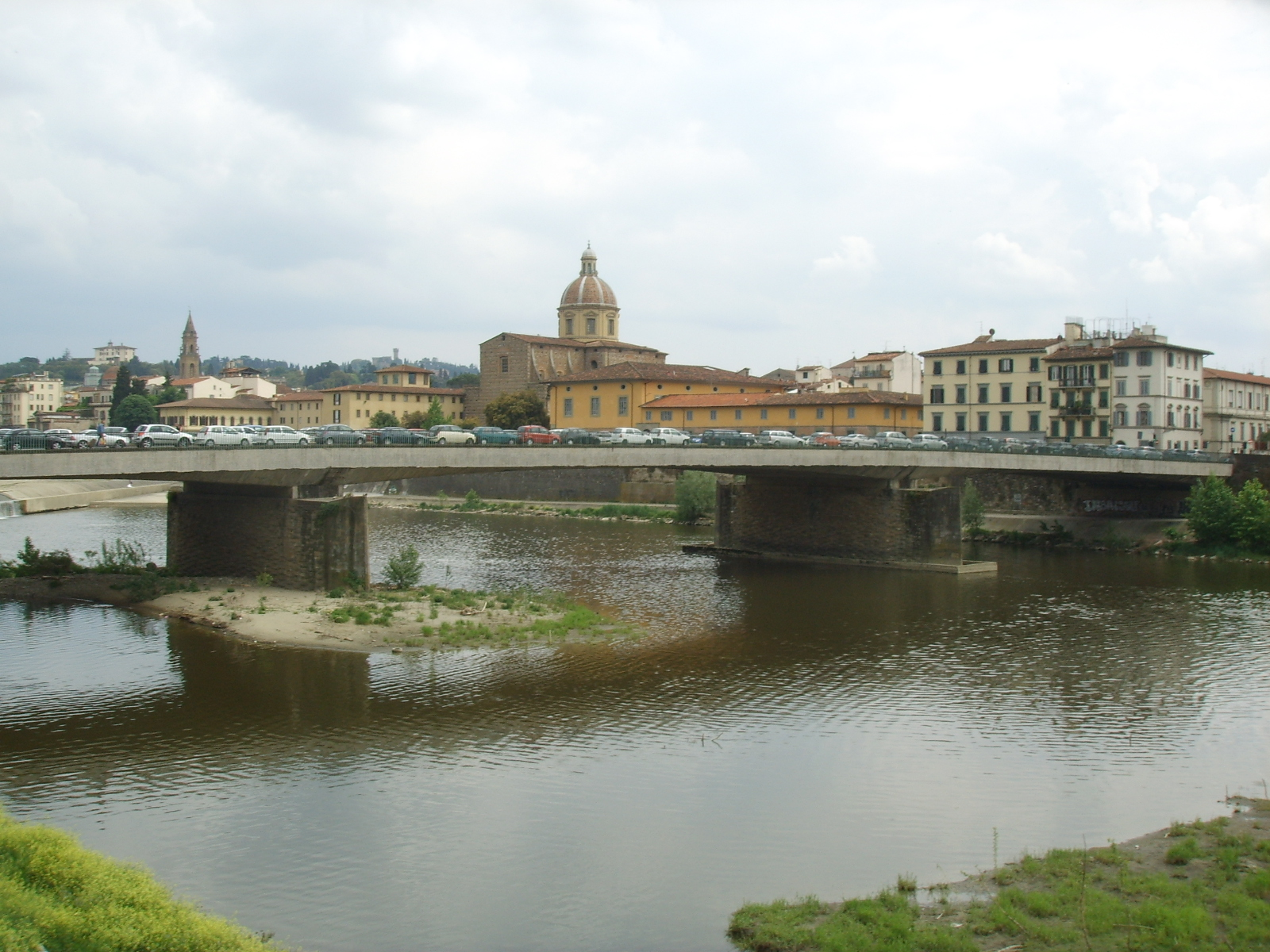
El puente con el Oltrarno al fondo

Con motivo del quinto centenario del nacimiento de Américo Vespucio, entre 1952 y 1954 se llevó a cabo un concurso para la construcción de un nuevo puente, realizado entre 1955 y 1957 según el proyecto ganador de los arquitectos Giorgio Giuseppe Gori, Enzo Gori y Ernesto Nelli; y del ingeniero Riccardo Morandi. Con una anchura máxima de 22,50 metros, una altura de 9,50 y sus tres vanos, cada uno de 54,30 metros de luz, el puente se caracteriza por sus líneas simples, que le dan la apariencia de una cinta estirada desde una de orilla a la otra, con una idea parecida más al diseño de una carretera que a la de los arcos tradicionales de un puente.
El nuevo puente fue, de hecho, el objetivo de la convivencia tácita de lo viejo y de lo nuevo, es decir, con el objetivo de no perturbar el equilibrio visual en relación con las estructuras históricas adyacentes y sin renunciar a la obra moderna, concepción resultante de los tiempos en los que fue construido. Desde entonces, sigue siendo un ejemplo de cómo proceder con la inserción de la arquitectura moderna en el tejido histórico antiguo.
Situado algunas decenas de metros aguas arriba se sitúa una obra de regulación hidráulica del Arno, lo que ha provocado una fuerte erosión debida al aumento de la corriente del río en la pila del puente más cercana al lado izquierdo del cauce. En consecuencia, el puente se supervisa constantemente, con vistas a acometer una consolidación planificada de la estructura.

## Diseño
Los planos originales sugieren que una de las ideas fundamentales de la configuración de la estructura de hormigón pretensado fue que se ensamblase sobre los pilares como dos peines que encajan entre sí.

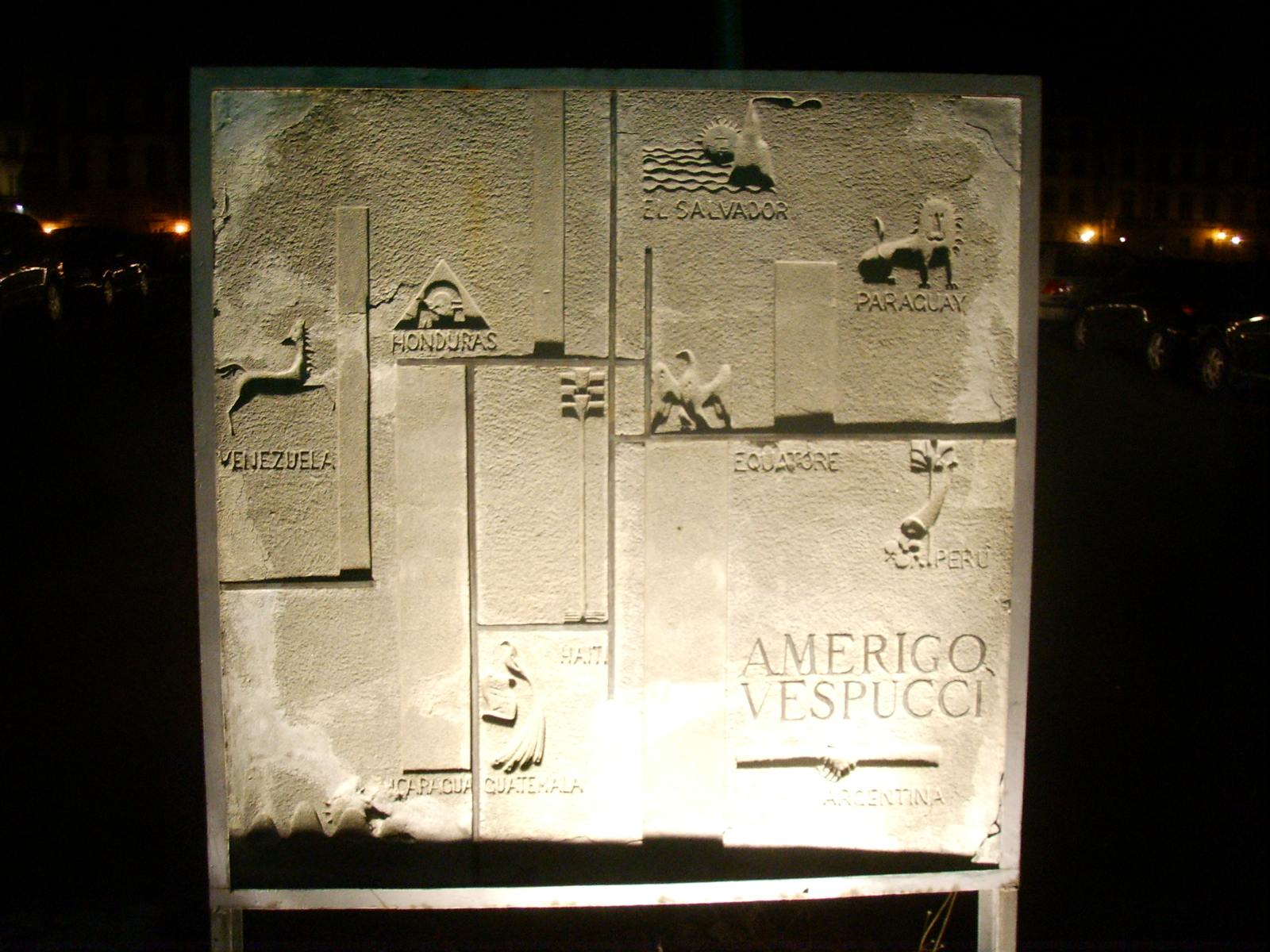
La placa en la entrada del puente que recuerda a Américo Vespuccio y a las naciones americanas

A pesar de su innovación estética, la nueva estructura fue pensada teniendo en cuenta el entorno donde se sitúa. A partir de algunas notas de la época que se conservan, es posible reconstruir todo el proceso de diseño y la atención dedicada a los detalles.
Las pilas del puente están recubiertas de piedra de sillería, los tajamares se inspiraron en las pilas del Ponte Vecchio, la balaustrada de hierro es muy similar a la barandilla del ninfeo que se puede encontrar en el Palacio Pitti y, por último, el suelo de pórfido es típico de las calles de San Frediano. Como último toque, la mediana fue diseñada en color verde, y el sistema de iluminación forma una cinta de luz sobre el centro de la calzada, que dibuja la curva del puente por la noche.
El proyecto inicial del concurso también incluía la inserción de trabajos escultóricos para ser colocados en el parapeto sobre las pilas. Las láminas decorativas, en hormigón y bronce, fueron realizadas por un grupo de diseñadores jóvenes del estudio de Gori, Vernuccio, Nannoni, Baroncioni y Nelli, este último en particular coordinó el diseño de los detalles arquitectónicos. Sin embargo, las obras se colocaron más tarde en las cabeceras del puente, de acuerdo con las indicaciones del segundo proyecto.